# Cäcilianismus

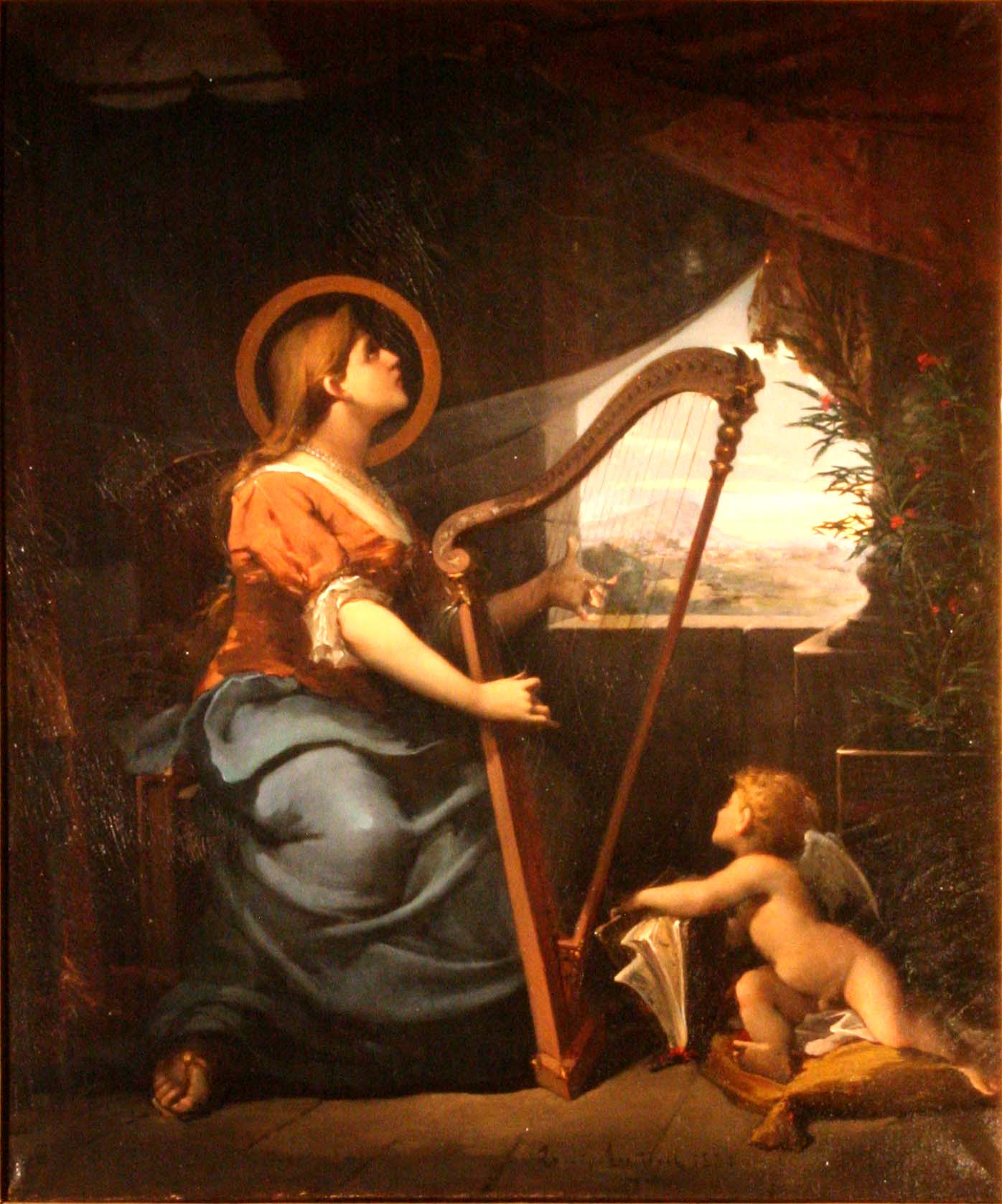
Die hl. Cäcilia, unbekannter Maler, Darstellung in der Basilika St. Victor in Marseille

Der Begriff Cäcilianismus – nach der frühchristlichen Märtyrin Cäcilia von Rom – bezeichnet eine katholische kirchenmusikalische Restaurationsbewegung des 19. Jahrhunderts. Die hl. Cäcilia gilt als Schutzpatronin der Musik. Der Cäcilianismus verlangte eine Rückbesinnung und Orientierung auf einen an Palestrina angelehnten A-cappella-Stil, für den die Anhänger des Cäcilianismus den Begriff der altklassischen Vokalpolyphonie prägten. Auf evangelischer Seite erwarb sich Ludwig Schöberlein  durch die Herausgabe der Zeitschrift Siona und durch Überarbeitung einstimmiger Choräle zu mehrstimmigen, polyphonen A-cappella-Stücken große Verdienste.
Die literarischen, musikwissenschaftlichen und praktischen musikalischen Bemühungen in dieser Richtung ab Beginn des 19. Jahrhunderts mündeten schließlich in die Gründung des Allgemeinen Cäcilienvereins für die Länder deutscher Sprache durch den Theologen und Kirchenmusiker Franz Xaver Witt (1834–1888) im Jahre 1868. Mit dem Breve Multum ad movendos animos Papst Pius’ IX. vom 16. Dezember 1870 wurde der Verband eine Vereinigung päpstlichen Rechtes.
Heute gibt es für Deutschland, Österreich und die Schweiz jeweils einen eigenen Cäcilienverband. Sie arbeiten zusammen als Ständige Konferenz der Allgemeinen Cäcilienverbände der Länder deutscher Sprache. Der Cäcilianismus des 19. Jahrhunderts spielt für sie jedoch keine Rolle mehr.